# John Roger Arnold

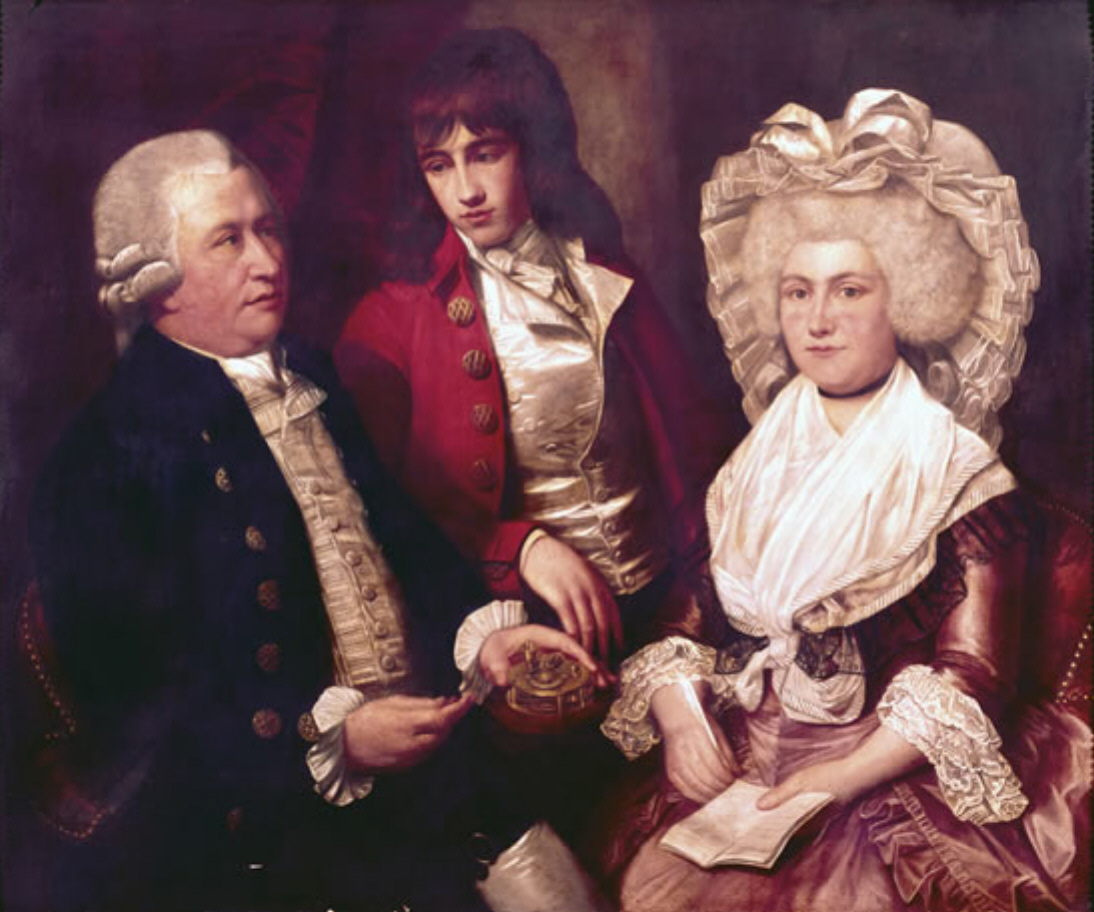
John Roger Arnold (Mitte) mit seinen Eltern. Gemälde von Robert Davy, um 1775

John Roger Arnold (* 1769 in London; † 1843) war ein englischer Uhrmacher. 
John Roger  ging zunächst bei seinem Vater, dem Uhrmacher John Arnold, in die Lehre und setzte seine Ausbildung beim befreundeten Uhrmacher Abraham Louis Breguet fort. Im Jahre 1787 trat er als Partner in die Firma seines Vaters ein, die nun John Arnold & Son hieß. Seine Spezialität waren Marine- und Taschenchronometer. 1796 wurde er Master bei der Clockmakers Company. 1821 erhielt er ein Patent auf eine Kompensationsunruh. Von 1830 bis 1840 war er Partner von Edward John Dent in der Firma Arnold & Dent. Nach seinem Tod übernahm Charles Frodsham (1810–1871) die Firma John Arnold & Co in 84 Strand, London. 